# Dechow (Adelsgeschlecht)

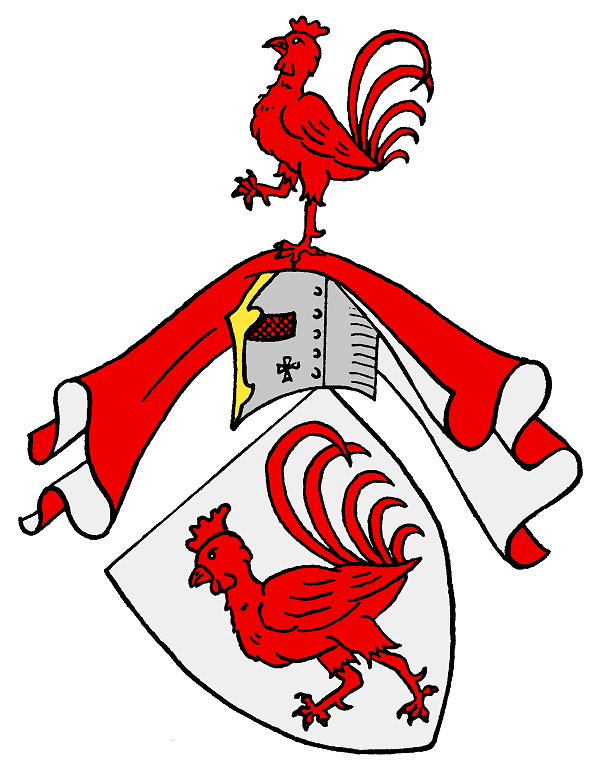
Wappen derer von Deckow

Dechow ist der Name eines erloschenen mecklenburgisch-pommerschen Adelsgeschlechts.

## Geschichte
Das Geschlecht erscheint erstmals urkundlich im Jahre 1230 mit Gottschalk von Dechow auf Dechow, dem namensstiftenden Stammgut, und ist mutmaßlich eines Stammes mit den wappengleichen von Hahn, von Bibow und von Hardenack.
Die von Dechow standen im Dienst des Bischofs von Ratzeburg, der Herzöge zu Mecklenburg, der Fürsten von Rügen, schließlich der Könige in Preußen.
Weiterer zeitweiser Gutsbesitz bestand in Mecklenburg auf Altenwillershagen und Neddemin sowie in Pommern auf Pantelitz, Plummendorf, Pütnitz und Tempel.
Die Familie ist im 19. Jahrhundert im Mannesstamm erloschen.

## Wappen
Das Wappen zeigt in Silber einen roten Hahn. Auf dem Helm mit rot-silbernen Decken das Schildbild.